# Cukoripar
A cukoripar az élelmiszeripar egyik fontos ágazata. A cukoripar a cukornád és a cukorrépa feldolgozásával foglalkozik; a gyártás során keletkező melléktermékek a melasz, répafeldolgozás esetén a répaszelet.

## Története
A cukor előállítása már az ókorban is ismert volt, azonban nagyüzemi (gépesített) cukorgyártásról csak az ipari forradalom után lehet beszélni.

### A cukoripar története
A cukoripar létrejöttének ideje a 18. század második felére datálható. Európában ez a cukorrépából való kristálycukor sikeres kifejtésének felfedezéséhez köthető. Az eljárást egy német tudós, bizonyos Andreas Sigismund Marggraf professzor kivitelezte. Európa első répacukorgyárát szintén német területen alapította 1801-ben  Cunernben (ma: Konary, Lengyelország) Marggraf tanítványa, Franz Carl Achard, III. Frigyes Vilmos porosz király támogatásával.

### A magyarországi cukoripar története
A cukoripar termelése az 1848–49-es forradalom és szabadságharc előtt legnagyobb részben nemesi nagybirtokokon folyt. Az első cukorgyárat Pálffy herczeg jószágkormányzója Lacsny Miklós létesítette 1830-ban Nagyfödémesen. A 19. század közepére hazánkban 63 cukorgyár, illetve cukorfőzde működött. A szabadságharcot követően a nemesség elvesztette a cukoriparban élvezett monopolhelyzetét. Köszönhette ezt a növekvő osztrák befolyásnak a magyar ipar felett (a cukorgyárak zömmel a Kisalföld Duna menti részein jöttek létre), valamint annak, hogy a nemesség a pénztőke-felhalmozódás elégtelensége miatt nem tudott lépést tartani a cukoripari technikában bekövetkezett gyors fejlődéssel s alkalmas szervezete sem volt gépi ipar üzemben tartására.
Az osztrák-magyar kiegyezést követően javultak a cukoripar fejlődésének feltételei: jelentősen meghosszabbodott a belföldi vasúthálózat, fejlődött a mezőgazdaság és a bányászat, új technológiák és gépek jelentek meg a gépiparban. Mindezen tényezők elősegítették a fejlődést, a kedvezőtlen adózási feltételek viszont hátráltatták azt. 1871-ig további nyolc cukorgyár alakult, ezt követően azonban számuk csökkent.
A cukoripar technikai fejlődésének elősegítéséből kivették részüket a hazai feltalálók is. Riedinger Károly találmánya a répaúsztató (enyhe lejtésű cementezett vascsőben forgatta a cukorrépát a répaháztól a mosógépig.
Magyarországon nagyszámú cukorgyár üzemelt:
2008 óta egyedüliként csak a kaposvári cukorgyár üzemel Magyarországon.

## Nemzetközi cukoripar

### Legnagyobb cukortermelő  országok 2013/14-ben
| Ország                    | Termelés ezer tonna | Alapanyag             | Megjegyzés                    |
| ------------------------- | ------------------- | --------------------- | ----------------------------- |
| Brazília                  | 37 800              | cukornád              |                               |
| India                     | 27 045              | cukornád              |                               |
| Kína                      | 13 535              | cukornád és cukorrépa | 94% cukornádból               |
| Thaiföld                  | 11 333              | cukornád              |                               |
| Mexikó                    | 6 383               | cukornád              |                               |
| Amerikai Egyesült Államok | 5 904               | cukorrépa és cukornád | 73% cukorrépából              |
| Pakisztán                 | 5 215               | cukornád és cukorrépa | 99% cukornádból               |
| Franciaország             | 4 940               | cukorrépa             | tengerentúli területek nélkül |
| Oroszország               | 4 550               | cukorrépa             |                               |
| Ausztrália                | 4 400               | cukornád              |                               |
| Németország               | 3 727               | cukorrépa             |                               |
| Guatemala                 | 2 852               | cukornád              |                               |
| Indonézia                 | 2 800               | cukornád              |                               |
| Törökország               | 2 598               | cukorrépa             |                               |
| Fülöp-szigetek            | 2 465               | cukornád              |                               |
| Dél-afrikai Köztársaság   | 2 435               | cukornád              |                               |
| Kolumbia                  | 2 300               | cukornád              |                               |

### Európai cukortermelés 2013/14
| Ország                | Cukoripari cégek száma | Répát feldolgozó cukorgyárak száma | Finomítók száma | Répafeldolgozás tonna/nap | Répafeldolgozás ezer tonna | Cukortermelés tonna | Megjegyzés                                        |
| --------------------- | ---------------------- | ---------------------------------- | --------------- | ------------------------- | -------------------------- | ------------------- | ------------------------------------------------- |
| Ausztria              | 1                      | 2                                  |                 | 24 891                    | 3435                       | 479 328             |                                                   |
| Belgium               | 2                      | 3                                  |                 | 39 554                    | 4430                       | 777 074             |                                                   |
| Bulgária              | 4                      |                                    | 4               |                           |                            |                     |                                                   |
| Csehország            | 5                      | 7                                  |                 | 38 088                    | 3885                       | 539 166             |                                                   |
| Dánia                 | 1                      | 2                                  |                 | 23 458                    | 2768                       | 462 000             |                                                   |
| Egyesült Királyság    |                        | 4                                  | 1               | 47 337                    | 8000                       | 1 323 519           |                                                   |
| Franciaország         | 5                      | 25                                 | 1               | 283 769                   | 29 512                     | 4 544 275           | a tengerentúli területek 5 nádcukorgyára nélkül   |
| Finnország            | 1                      | 1                                  | 1               | 7206                      | 490                        | 73 800              |                                                   |
| Görögország           | 1                      | 3                                  |                 | 6109                      | 336                        | 40 196              |                                                   |
| Hollandia             | 1                      | 2                                  |                 | 47 183                    | 5734                       | 947 676             |                                                   |
| Horvátország          | 2                      | 3                                  |                 | 18 681                    | 1289                       | 183 722             |                                                   |
| Lengyelország         | 4                      | 18                                 |                 | 120 763                   | 11 231                     | 1 773 016           |                                                   |
| Litvánia              | 2                      | 2                                  |                 | 6112                      | 709                        | 109 271             |                                                   |
| Magyarország          | 1                      | 1                                  |                 | 6881                      | 812                        | 115 649             |                                                   |
| Németország           | 4                      | 20                                 |                 | 204 558                   | 21 274                     | 3 428 298           |                                                   |
| Olaszország           | 4                      | 4                                  | 1               | 48 300                    | 2415                       | 338 014             |                                                   |
| Portugália            | 3                      | 1                                  | 3               | n.a.                      | n.a.                       | 714                 | az egyetlen répacukorgyár az Azori-szigeteken van |
| Románia               | 6                      | 5                                  | 2               | 1064                      |                            | 245 936             |                                                   |
| Spanyolország         | 2                      | 5                                  |                 | 34 256                    | 2809                       | 448 855             |                                                   |
| Svédország            | 1                      | 1                                  | 1               | 19 021                    | 2351                       | 377 700             |                                                   |
| Szlovákia             | 2                      | 2                                  |                 | 10 833                    | 1170                       | 172 628             |                                                   |
| Európai Unió összesen | 55                     | 111                                | 14              | 987 600                   |                            | 16 830 837          |                                                   |
| Bosznia-Hercegovina   | 1                      |                                    | 1               |                           |                            |                     |                                                   |
| Fehéroroszország      | 4                      | 4                                  |                 | 34 468                    | 4343                       |                     |                                                   |
| Macedónia             | 1                      | 1                                  |                 | n.a.                      | 350                        |                     |                                                   |
| Moldova               | 3                      | 3                                  |                 | 10 849                    | 1009                       |                     |                                                   |
| Oroszország           | 19                     | 74                                 |                 | 338 974                   | 39 321                     |                     |                                                   |
| Svájc                 | 1                      | 2                                  |                 | 18 436                    | 1378                       |                     |                                                   |
| Szerbia               | 6                      | 6                                  |                 | 30 500                    | 2983                       |                     |                                                   |
| Törökország           | 7                      | 33                                 |                 | n.a.                      | 16 506                     |                     |                                                   |
| Ukrajna               | 18                     | 45                                 |                 | 166 497                   | 10 789                     |                     |                                                   |
| Európa összesen       | 113                    | 279                                | 15              |                           |                            |                     |                                                   |